# Karl-Heinz Räppel
Karl-Heinz Räppel (* 10. März 1930 in Weißenfels; † 22. Januar 1992) war ein deutscher Kinder- und Jugendbuchautor.

## Leben
Karl-Heinz Räppel wurde als Sohn eines Angestellten in Weißenfels geboren. Er besuchte die Oberschule und arbeitete danach von 1950 bis 1952 als Neulehrer. Anschließend gehörte er bis 1961 der Kasernierten Volkspolizei bzw. Nationalen Volksarmee (NVA) an. Parallel studierte er von 1958 bis 1961 am Institut für Literatur „Johannes R. Becher“ in Leipzig. Danach war er als freischaffender Journalist und Schriftsteller tätig. Er leitete von 1963 bis 1965 eine Pionierfreundschaft und organisierte 1964 unter anderem einen Lyriknachmittag im Haus der Jungen Pioniere in Weißenfels. Von 1968 bis 1972 diente er als Offizier der NVA, zuletzt als Hauptmann der Grenztruppen. Ab 1972 war er als Journalist für die Pionierpresse tätig. Er lebte in Berlin.
Seine Erfahrungen als Pionierleiter und NVA-Offizier verarbeitete Räppel in einer Reihe von Kinder- und Jugendbüchern. Seine erste Veröffentlichung war 1957 die Erzählung „Hanne, die Jawa und ich“. Sie diente als Vorlage für den Film Nur ein Schritt, Bilanz der Jahre, eine DEFA-Produktion aus dem Jahre 1960. Darin geht es um den Konflikt zwischen einem Arbeiter, der nach Erfahrungen in der Nazi-Zeit den Kampf mit der Waffe ablehnt, und seinem Sohn, der sich zum Dienst in der NVA verpflichtet hat. Von Pionieren handeln unter anderem Räppels Kinderbücher Andreas und die Lausbubenkompanie (1959) und Purzel setzt sich durch (1962). In seinem 1974 erschienenen Roman Grenzpfade greift er Ereignisse aus den 1960er Jahren auf, in deren Verlauf eine Gruppe von Grenzsoldaten mit Unterstützung der Bevölkerung eine vom westlichen Geheimdienst geplante „Grenzprovokation“ verhindert. 
Im Buch Der Weg zu Kolja von 1975 beschreibt Räppel die Fahrt des Schülers Jan Henning mit dem Freundschaftszug in ein Ferienlager bei Kiew in der Sowjetunion und die Suche nach seinem Brieffreund Kolja.
Im Buch Vertrauensfrage, erschienen 1984, muss sich der 14-jährige Schüler Jens Teupitz klar werden, welchen Berufsweg er einschlagen will. Mit dem Wunsch, Berufsoffizier zu werden,  löst Jens bei seiner Familie und seinen Klassenkameraden Verwunderung aus.

## Werke
- Hanne, die Jawa und ich. Mit Illustrationen von Karl Fischer. Deutscher Militärverlag, Berlin 1959.
- Purzel setzt sich durch. Mit Illustrationen von Hans Betcke. Der Kinderbuchverlag, Berlin 1962.
- Zwischenfall am Kiebitzteich. Mit Illustrationen von Werner Ruhner. Der Kinderbuchverlag, Berlin 1963.
- Ferien für ein schwarzes Schaf. Mit Illustrationen von Hans Mau. Der Kinderbuchverlag, Berlin 1967.
- Grenzpfade. Militärverlag der DDR, Berlin 1975.
- Der Weg zu Kolja. Mit Illustrationen von Konrad Golz. Der Kinderbuchverlag, Berlin 1975.
- Andreas und die Lausbubenkompanie. Militärverlag der DDR, Berlin 1978.
- Wer kennt Weigeler? Mit Illustrationen von Konrad Golz. Der Kinderbuchverlag, Berlin 1978.
- Treffpunkt Hofpause. Mit Illustrationen von Fred Westphal. Der Kinderbuchverlag, Berlin 1982.
- Vertrauensfrage. Mit Illustrationen von Inge Gürtzig. Der Kinderbuchverlag, Berlin 1984.
- Grenzpfade. Militärverlag der DDR, Berlin 1989.

## Auszeichnungen
- 1959: Preis des Ministeriums für Kultur zur Förderung der sozialistischen Kinder- und Jugendliteratur
- 1973: Theodor-Körner-Preis der NVA[3]